# Innocenci I
Innocenci I (Albano Laziale vers 360 - Roma 417) va ser papa de l'Església Catòlica des del 22 de desembre de 401 fins a la seva mort el 12 de març de 417. El seu mandat s'emmarca en un moment en què l'Imperi Romà d'Occident es trobava afeblit a causa de les invasions bàrbares, va acumular un considerable poder temporal i eclesiàstic. Destaca el setge i saqueig de Roma per part del visigot Alaric I, amb qui Innocenci va negociar la pau.

## Orígens
Es desconeix la data de naixement i d'abans de la seva elecció com a papa podria haver estat un diaca romà. D'acord amb Liber Pontificalis, hom diu que era natural d'Albano Laziale, i fill d'Innocenci. Una altra teoria afirma que probablement era fill del seu predecessor, Anastasi I.

## Pontificat
A la mort d'Anastasi, el 22 de desembre del 401 va ser elegit papa de Roma. A petició d'Exuperi de Tolosa, que demanava instruccions sobre el càanon de la bíblia i el comportament dels religiosos, li va escriure la carta Consulenti Tibi el 20 de febrer de 405, que contenia una llista de les escriptures canòniques i una sèrie d'escrits que no només s'havien de repudiar, calia prohibir-los (et si qua sunt alia, non solum repudianda, veram etiam noveris esse damnada), en una de les primeres formes de censura del cristianisme.

### Relacions amb els patriarques
Va ordenar convocar un sínode per reposar el patriarca Joan Crisòstom a la seu de Constantinoble, deposat il·legalment el 403 pel bisbe Teòfil d'Alexandria. Tanmateix, el sínode no va arribar a convocar-se perquè els emissaris romans van ser empresonats a la capital oriental. De fet, Joan Crisòstom va ser reconegut patriarca novament pòstumament.
Va reconèixer a Alexandre com a bisbe d'Antioquia el 414, fet que va permetre restablir les comunicacions entre les dues esglésies i va posar fi al cisma originat a causa del meletianisme, una complexa controvèrsia sobre la naturalesa de la Trinitat.

### Negociació amb Alaric I
Innocenci es va veure amenaçat pel setge d'Alaric I a la ciutat de Roma entre 408 i 410, a causa de la negativa de l'emperador Flavi Honori de satisfer les demandes del monarca visigot. Durant l'atac a Roma, Innocenci era absent i es trobava en missió diplomàtica a Ravenna, on s'havia retirat l'emperador, per tal de negociar la pau. Tanmateix, el papa es va negar a les demandes de ser propici als déus pagans i el 410 es produeix el saqueig de Roma. Alguns autors han considerat l'absència del papa com el resultat d'una intervenció divina. El 412 va tornar a Roma, i va fer el possible per reparar el dany causat pels gots.

### Condemna del pelagianisme
Va gener del 417 va condemnar el pelagianisme, i va excomunicar el seu defensor, Pelagi, utilitzant el poder del seu càrrec per eliminar la seva oposició. De fet, moltes vegades per resoldre les disputes dintre de l'Església, Innocenci va invocar la primacia romana.
Va actuar amb tanta autoritat i decisió que Sant Agustí, quan ho va saber, va pronunciar la famosa frase: Roma locuta, causa finita (Quan Roma ha parlat, la causa està acabada).

### Altres mesures
Va ordenar que tots els casos greus havien de ser revisats per ell i en els altres es reservava el dret a intervenir. Va intervenir en moltes qüestions diverses especialment en aquelles relacionades amb les celebracions litúrgiques.
Va obtenir de l'emperador Honori la prohibició de les lluites entre gladiadors al Circ romà.

## Mort
Va morir el 12 de març de 417 a Roma. Segons el Liber Pontificalis va ser enterrat el 27 o 28 de juliol a la Catacumba de Poncià, a la via Portuense, on s'havia fet enterrar també el seu predecessor.